# ラム・チェンイン
ラム・チェンイン（林正英、1952年12月27日 - 1997年11月8日）は、香港映画で活躍した俳優・スタントマン・武術指導家。

## 生涯
本名：林根宝。7人兄弟の3番目。京劇で有名な春秋戯劇学校出身。武術と軽やかなスタント技を会得。17歳でスタントマンとして映画界に入り、1971年『ドラゴン危機一発』に端役で出演。ブルース・リーと出会い、武術指導・スタントマンとして認められ、『ドラゴン怒りの鉄拳』、『死亡遊戯』に出演（ただし、『死亡遊戯』の完成作品ではカットされており、その出演場面はスチル写真やドキュメンタリー映画『ブルース・リー神話』で確認できる）。1973年弱冠20歳にして、『燃えよドラゴン（龍争虎鬥）』の武術指導助手を務め、リーの右腕として、リー自身から絶大な信頼を得た。あらゆる場面でもスタントも担当した。
その後、80年代に入りサモ・ハン・キンポーのスタントチーム「洪家班」のメンバーとして活躍。1981年『ユン・ピョウINドラ息子カンフー』では、ユン・ピョウの師匠役で出演。華麗なカンフーを披露した。1985年『霊幻道士』での道士役は当り役となり、道士＝ラム・チェンインというイメージが定着した。
晩年は抗がん剤を打ちながらも撮影現場へ出向いたものの、スタントマン出身の彼が苦痛で思うようにアクションが出来ず、涙を呑んでスタントシーンをスタントマンに吹き替えたという。
1997年11月8日、肝臓癌で亡くなった。44歳。死の直前にはやつれた自分の姿を見せたくないと、友人はおろか二人の子供の面会も拒んだという。私生活では離婚後、息子と娘を男手一つで育て、アメリカへ留学させていた。遺言として、愛用のサングラスと遺骨はアメリカに埋葬された。詠春拳・截拳道の達人でもあった。

## 来日
1984年12月19日から1985年1月5日まで『香港発活劇エクスプレス 大福星』の日本でのロケが行われ、東京都内では都営新宿線新宿駅、神楽坂「GEISHA HOUSE」、山梨県富士急ハイランド、千葉県浦安の湾岸道路などでの撮影に参加している。
1992年の東京国際ファンタスティック映画祭'92にゲストとして招待され、9月24日に成田空港に到着した。9月27日に渋谷パンテオンで『コイサンマン、キョンシーアフリカへ行く』の上映前に舞台挨拶を行っている。この来日の際、数社からインタビューを受けており、すでに撮影などで15 - 16回は来日していると語っている。

## 受賞歴
- 第2回香港電影金像奨 最佳動作指導 『ユン・ピョウINドラ息子カンフー』（サモ・ハン・キンポー、ユン・ピョウ、ビリー・チャンとの共同受賞）[4]
- 第3回香港電影金像奨 最佳動作指導 『五福星』（ユン・ピョウ、ビリー・チャンとの共同受賞）[5]。

## 出演作品

### 映画
- アンジェラ・マオ 8人のドラゴン/天龍八将
- 鬼怒川
- ドラゴン危機一発
- 侠女
- ドラゴン怒りの鉄拳
- アンジェラ・マオの女活殺拳
- テコンドーが炸裂する時
- 燃えよドラゴン（※スタント）
- スカイホーク鷹拳
- スカイハイ
- 少林寺怒りの鉄拳
- アムステルダム・コネクション
- 燃えよデブゴン 正義への招待拳
- 燃えよデブゴン
- 燃えよデブゴン カエル拳対カニ拳
- 燃えよデブゴン 豚だカップル拳
- 燃えよデブゴン10 友情拳
- モンキー・フィスト 猿拳
- 燃えよデブゴン7 鉄の復讐拳
- Mr.ノーボディー
- 斗え!デブゴン（TV放映題：燃えよデブゴン 地獄の危機一髪）
- 燃えよデブゴン お助け拳
- 妖術秘伝・鬼打鬼（TV放映題：燃えよデブゴン8≪鬼打鬼≫、燃えよデブゴン≪クンフー・ゴーストバスターズ≫）
- ユン・ピョウINドラ息子カンフー
- 燃えよデブゴン4 ピックポケット!
- 霊幻師弟 人嚇人
- 五福星
- 霊幻百鬼 人嚇鬼
- ジョン・ウーの億万長者
- 新ポリス・ストーリー Pom Pom
- 霊幻道士
- ファースト・ミッション
- 香港発活劇エクスプレス 大福星
- 七福星（※武術指導）
- 霊幻道士2 キョンシーの息子たち!
- 香港コップス 俺たちに明日はある!?
- 冒険活劇 上海エクスプレス
- デブゴンの霊幻刑事（旧題：サモハン・キンポーのオバケだよ!全員集合!!）
- イースタン・コンドル
- 霊幻道士3 キョンシーの七不思議
- チャイナ・フィナーレ 清朝最後の宦官
- 七小福
- ロボフォース 鉄甲無敵マリア
- 孔雀王
- 霊幻道士5 ベビーキョンシー対空飛ぶドラキュラ!（※兼監督）
- 帰ってきたデブゴン 昇龍拳
- 鬼喰う鬼
- 新・霊幻道士 風水捜査篇
- スウォーズマン／剣士列伝
- グッバイ・ヒーロー
- ギャンブリング・ゴースト
- コイサンマン、キョンシーアフリカへ行く
- ジョイ・ウォンの時空伝説
- 霊幻道士6 史上最強のキョンシー登場!!
- 霊幻道士7 ラスト・アクション・キョンシー
- ジョイ・ウォンの魔界伝説
- 霊幻道士8 空飛ぶドラキュラ・リターンズ
- 霊幻勇士VS黒魔術 シャインゴースト
- ワンス・アポン・ア・タイム・イン・チャイナ/天地激震

### テレビドラマ
- TVシリーズ「霊幻道士」（総集編ソフト題：霊幻道士・キョンシーマスター）
- TVシリーズ「霊幻道士2」（総集編ソフト題：霊幻道士＜本編、幽女編、邪教編、魔神編、完結編＞）

### バラエティ
- 連環泡（1988年1月8日）